# 抚宁站
抚宁站位于中华人民共和国河北省秦皇岛市抚宁区抚宁镇骊城大街，是津山铁路的一个铁路车站，建于1982年，1984年通车运营，1985年12月正式开办客运。距南仓站255公里，距山海关站48公里，现为四等站，由中国铁路北京局集团秦皇岛车务段管辖，客运：办理旅客乘降；不办理行李、包裹托运。货运：办理整车、零担货物发到。

## 旅客列车目的地
目前仅有两趟客运列车停靠本站，均为南下过路车，具体信息如下。
| 目的地 | 车次    | 列车所属路局 |
| ------ | ------- | ------------ |
| 杭州   | K50次   | 哈尔滨局集团 |
| 西安   | K2048次 | 沈阳局集团   |

## 车站周边
- 抚宁区中医医院
- 抚宁区城关工商局
- 抚宁区政府信访局
- 抚宁区工商行政管理局
- 抚宁区粮食局
- 抚宁区体育发展中心